# Mario de Jesús Álvarez Gómez

Wappen von Mario de Jesús Álvarez Gómez

Mario de Jesús Álvarez Gómez (* 19. Oktober 1959 in Palmitas, Departamento de Antioquia, Kolumbien) ist ein kolumbianischer Geistlicher und römisch-katholischer Bischof von Istmina-Tadó.

## Leben
Mario de Jesús Álvarez Gómez empfing am 19. November 1985 durch den Bischof von Santa Rosa de Osos, Joaquín García Ordóñez, das Sakrament der Priesterweihe.
Am 3. Februar 2018 ernannte ihn Papst Franziskus zum Bischof von Istmina-Tadó. Der Apostolische Nuntius in Kolumbien, Erzbischof Ettore Balestrero, spendete ihm am 3. März desselben Jahres die Bischofsweihe; Mitkonsekratoren waren der Erzbischof von Santa Fe de Antioquia, Orlando Antonio Corrales García, und der Bischof von Santa Rosa de Osos, Jorge Alberto Ossa Soto.